# Блюдо (посёлок)
Блюдо — упразднённый в 2008 году посёлок в Ардатовском районе Нижегородской области Россия. Входил в состав упразднённого Чуварлей-Майданского сельсовета. 

## География
Посёлок был расположен среди лиственных лесов в 17 км на юго-запад от р. п. Ардатова.

## История
Когда проходила коллективизация, среди местных крестьян было много волнений, они то вступали в колхоз, то выходили из него. Полная коллективизация закончилась в 1933 г.
В 1950 г. посёлок Блюдо влился в колхоз «Чуварлей-Майданский», который позднее был преобразован в совхоз.
После окончания Великой Отечественной войны многие жители п. Блюдо, воевавшие с немцами, не вернулись домой, в родное село.
По данным обследования 1978 г., в п. Блюдо было 20 хозяйств и 42 жителя. Посёлок Блюдо являлся вспомогательным посёлком колхоза «Чуварлей-Майданский».
Жилой фонд состоял из 20 домов. Жители брали воду из колодцев, дома отапливали печами. Населённый пункт классифицировался как неперспективный.
Упразднён решением Законодательного собрания Нижегородской области в апреле 2008 года.

## Инфраструктура
Раньше в п. Блюдо имелось около 100 хозяйств. Жители посёлка Блюдо занимались в основном огородничеством.
Согласно обследованию 1992 г., в посёлке насчитывалось 2 хозяйства и 2 нетрудоспособных жителя. Статус посёлка как вспомогательного в совхозе «Чуварлей-Майданский» сохранился. Жилой фонд составляли два дома постройки 1918—1940 гг.; три дома заселялись сезонно. Учреждения соцкультбыта находились в с. Чуварлей-Майдане, р. п. Ардатове.

## Транспорт
Сообщение с областным и районным центрами, с правлением совхоза и станцией железной дороги осуществлялось на попутных машинах. Подъезд к посёлку по грунтовой дороге.